# Gottlieb August Wilhelm Herrich-Schäffer
Gottlieb August Wilhelm Herrich-Schäffer (Regensburg, 17 december 1799 – aldaar, 14 april 1874) was een Duits entomoloog en arts.
Herrich-Schäffer werd geboren in Regensburg, Duitsland, waar hij ook stierf. Hij was voorzitter van de Regensburgischen Botanischen Gesellschaft. In 1871 werd hij benoemd tot ereburger van deze stad. Als entomoloog was hij voornamelijk gespecialiseerd in motten en vlinders (lepidoptera) en bestudeerde hij ook wantsen (heteroptera). Tussen 1843 en 1856 schreef hij aan een van de meest toonaangevende werken over vlinders en motten van de 19e eeuw: Systematische Bearbeitung der Schmetterlinge von Europa. Hij bescheef hierin vele soorten voor het eerst. Na zijn dood ging een groot gedeelte van zijn verzameling naar Otto Staudinger van het Museum für Naturkunde in Berlijn en de Zoologische Staatssammlung in München. Veel van zijn microlepidoptera werden opgenomen in de collectie van het Natural History Museum in Londen.

## Taxa
Er zijn als eerbetoon diverse dieren genoemd naar Herrich-Schäffer, waaronder:
- Plateumaris schaefferi, een keversoort uit de familie bladkevers
- Trimerotropis schaefferi, een rechtvleugelig insect uit de familie veldsprinkhanen
- Tenthredo schaefferi, een vliesvleugelig insect uit de familie van de bladwespen
- Camponotus schaefferi, een mierensoort uit de onderfamilie van de schubmieren
- Dicyphoma schaefferi, een vliegensoort uit de familie van de wapenvliegen
- Pterotricha schaefferi, een spinnensoort in de taxonomische indeling van de bodemjachtspinnen

Zelf beschreef en benoemde hij honderden nieuwe soorten, voornamelijk vlinders, motten en wantsen voor het eerst.

## Werken
- Die wanzenartigen Insekten. Getreu nach der Natur abgebildet und beschrieben. (Fortsetzung des Hahn’schen Werkes).
- Systematische Bearbeitung der Schmetterlinge von Europa
- Die Schmetterlinge der Insel Cuba.
- Nomenclator entomologicus. Verzeichniss der europäischen Insecten, zur Erleichterung des Tauschverkehrs mit Preisen versehen.
- Index alphabetico-synonymicus insectorum hemiptera heteropterorum. Alphabetisch-synonymisches Verzeichniss der wanzenartigen Insecten
- Sammlung neuer oder wenig bekannter aussereuropäischer Schmetterlinge.
- Neue Schmetterlinge aus Europa und den angrenzenden Ländern.
- Neuer Schmetterlinge aus dem Museum Godeffroy in Hamburg. Erste Abtheilung: die Tagfalter.

- Bibliothèque nationale de France: cb125546886 (data)
- Author citation (botany): Herr.-Schaeff.
- Gemeinsame Normdatei: 116745665
- International Standard Name Identifier: 0000 0000 6307 6740
- Library of Congress Control Number: no2007012422
- Nederlandse Thesaurus van Auteursnamen: 163887829
- LIBRIS: 309452
- Système universitaire de documentation: 128689552
- Museum of New Zealand Te Papa Tongarewa: 67655
- Trove: 1113665
- Virtual International Authority File: 56725299
- WorldCat: E39PBJgMCkqw4X8k7pv9HYJYyd